# پالفوریا
پالفوریا نوعی عنکبوت از خانواده عنکبوت های مورچه گیر است که تاکنون 9 گونه از آفریقا توصیف شده است.

## توزیع
پنج گونه ( P. رتوسا ، P. spirembolus ، P. گلادیاتور ، P. چادرنما ، P. harpago ) از قسمت جنوب غربی قاره ، گونه های دیگر ( P. gibbosa ، P. helichrysorum ، P. hirsuta ، P) شناخته شده اند. caputlari ) از قسمت شرقی. آخرین گونه از شمال به شمال تانزانیا است. مانند بسیاری از جنسهای دیگر ، تمایل به افزایش طول آمبول وجود دارد. پایه ترین ( Palfuria panner ) و مشتق شده ترین گونه ( Palfuria spirembolus ) در نامیبیا یافت می شوند.

## گونه ها
- Palfuria caputlari Szüts & Jocqué ، 2001 ( تانزانیا )
- Palfuria gibbosa (Lessert، 1936) ( موزامبیک )
- گلادیاتور پالفوریا Szüts & Jocqué ، 2001 ( نامیبیا )
- Palfuria harpago Szüts & Jocqué ، 2001 (نامیبیا)
- Palfuria helichrysorum Szüts & Jocqué ، 2001 ( مالاوی )
- Palfuria hirsuta Szüts & Jocqué ، 2001 زامبیا )
- جلفو پالفوریا ، 1991 (نامیبیا)
- Palfuria retusa Simon ، 1910 ( آفریقای جنوبی )
- Palfuria spirembolus Szüts & Jocqué ، 2001 (نامیبیا)